# 灰緑色3号

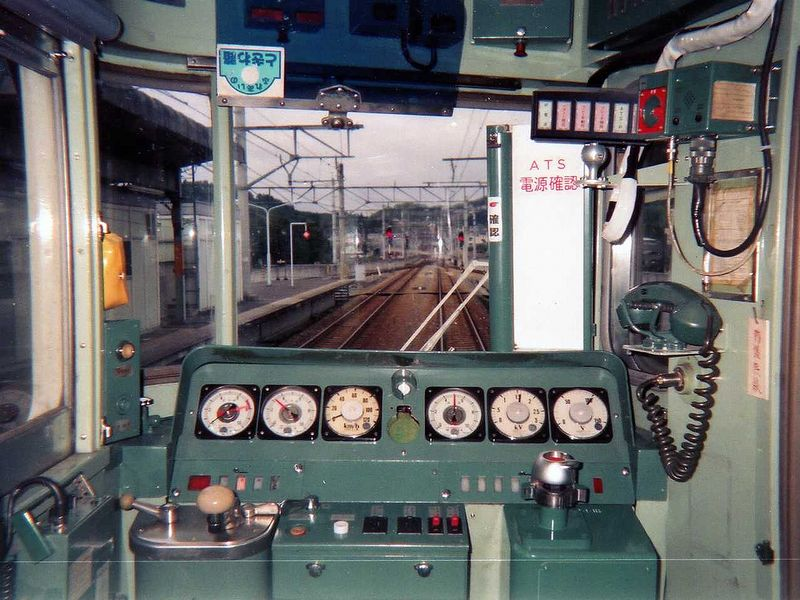
灰緑色3号を地色とした415系の運転台計器盤

灰緑色3号（かいりょくしょく3ごう）は、日本国有鉄道（国鉄）が定めた色名称の1つである。

## 概要
慣用色名称は「スレートグリーン」である。マンセル値は「1BG 3.8/2.8」。
運転台の機器パネルに主に使用されている。また、新幹線0系の機器室の平面キセにも使用されている。
本色は車体外部色としての採用例はなく、一貫して車内の業務用室への使用とされている。

## 使用車両
- 国鉄新性能電車の運転台
- 国鉄新型電気機関車の運転台
- 国鉄操重車の運転台
- 新幹線0系電車の機器室

## 近似色
- 緑